# Рудник
Вижте пояснителната страница за други значения на Рудник.
Мина пренасочва насам.  За други значения вижте Мина (пояснение).
Рудникът (или мина) е място, където е организирано добиването на полезни изкопаеми (метали, минерали, каменни въглища и др.). Добиваният продукт е главно във вид на руда, каменни въглища или нерудни изкопаеми под формата на земно-скална маса, подлагана на последваща допълнителна обработка за извличане на необходимите минерали или изкопаеми суровини за промишлени нужди. Синоними на термина са чуждите заемки „мина“ и „шахта“ (за подземен добив).

## Интересни рекорди
- За най-стар в света се счита рудникът Нгвеня („Лъвската пещера“) в Есватини, северозападно от столицата Мбабане. С помощта на радиовъглеродно датиране чрез измерване концентрацията на {\displaystyle {}_{6}^{14}{\textrm {C}}} е установено, че възрастта му е около 43 000 години. Хората от палеолита са добивали в него хематит за производство на червеникавия охрен пигмент.[1][2]
- Най-големият[3]открит меден рудник е Чукикамата (Chuquicamata) в пустинята Атакама в Чили, Южна Америка.
- Най-голямата диамантена мина се нарича Орапа, което ще рече „Лъвско леговище“. Намира се в едноименния град Орапа, Ботсвана. Произвежда 11 милиона карата [4] (2200 kg) диаманти годишно.

## Видове рудници
В зависимост от способа на добив на рудата съществуват 2 вида рудници:
- открит рудник,
- подземен рудник.

В зависимост от добиваното полезно изкопаемо рудниците се наричат по името му:
- железен рудник – за добив на желязна руда,
- меден рудник – за добив на медна руда,
- уранов рудник – за добив на уранова руда,
- бокситов рудник – за добив на боксити,
- солен рудник – за добив на сол и др.